# Raadhuis van Edam
Het voormalige Raadhuis van Edam staat aan het Damplein in Edam. Het raadhuis is in 1737 gebouwd door de Meester-Huystimmerman Jacob Jongh, de eerste steen werd op 18 mei van dat jaar gelegd door Roelof Boot.. Het pand wordt voor verschillende doeleinden gebruikt: de oude raadzaal is in gebruik als trouwlocatie, de VVV is gehuisvest op de begane grond, rechts van de ingang, en op de eerste verdieping heeft het Edams Museum een dependance voor exposities. De hoofdvestiging van het museum bevindt zich aan de andere kant van de Dam in het oudste (circa 1540) stenen huis van Edam.
De ingangspartij wordt omgeven door een gebeeldhouwde zandstenen omlijsting, met geheel bovenaan een weergave van het stadswapen. Dit geheel wordt ook omgeven door een risaliet. Over de volle breedte van de voorgevel en de zijgevels loopt een loodslab, dit is een voeglood, dat inregenen moet voorkomen. Het lood verspringt bij de risaliet en de hoekpilasters. Dit lood is tijdens de bouw al in de gevels geplaatst. De hal op de begane grond, het trappenhuis en de hal op de verdieping bevatten stucwerk uit de tijd dat het pand gebouwd werd. De raadzaal is gedecoreerd met beschilderd behang van Willem Rave. Het behang stamt uit 1738 en stelt de kroning van Saul en het Salomonsoordeel voor. Het zijn schilderingen die het recht uitbeelden en ze herinneren aan de rechtspraak van de schout van Edam in vroeger tijden. Ook de meubels en de twee schoorsteenmantels (in de raadzaal en burgemeesterskamer) zijn origineel. Het pand is sinds 15 november 1967 een rijksmonument onder nummer 14294.